# Quinçainas
Quinssaines és un municipi francès, situat al departament de l'Alier i a la regió d'Alvèrnia-Roine-Alps. L'any 2007 tenia 1.152 habitants.

## Demografia

### Població
El 2007 la població de Quinssaines era de 1.152 persones. Hi havia 466 famílies de les quals 90 eren unipersonals (45 homes vivint sols i 45 dones vivint soles), 180 parelles sense fills, 172 parelles amb fills i 24 famílies monoparentals amb fills.
La població ha evolucionat segons el següent gràfic:
Habitants censats

### Habitatges
El 2007 hi havia 550 habitatges, 469 eren l'habitatge principal de la família, 21 eren segones residències i 60 estaven desocupats. 547 eren cases i 2 eren apartaments. Dels 469 habitatges principals, 410 estaven ocupats pels seus propietaris, 50 estaven llogats i ocupats pels llogaters i 9 estaven cedits a títol gratuït; 3 tenien una cambra, 8 en tenien dues, 48 en tenien tres, 154 en tenien quatre i 256 en tenien cinc o més. 401 habitatges disposaven pel capbaix d'una plaça de pàrquing. A 146 habitatges hi havia un automòbil i a 302 n'hi havia dos o més.

### Piràmide de població
La piràmide de població per edats i sexe el 2009 era:
| Homes | Edats   | Dones |
| ----- | ------- | ----- |
| 0     | 95 o +  | 0     |
| 0     | 90 a 94 | 4     |
| 8     | 85 a 89 | 4     |
| 4     | 80 a 84 | 4     |
| 20    | 75 a 79 | 12    |
| 36    | 70 a 74 | 36    |
| 36    | 65 a 69 | 36    |
| 36    | 60 a 64 | 16    |
| 32    | 55 a 59 | 44    |
| 40    | 50 a 54 | 40    |
| 56    | 45 a 49 | 72    |
| 64    | 40 a 44 | 60    |
| 16    | 35 a 39 | 28    |
| 16    | 30 a 34 | 12    |
| 28    | 25 a 29 | 16    |
| 28    | 20 a 24 | 28    |
| 32    | 15 a 19 | 56    |
| 12    | 10 a 14 | 28    |
| 24    | 5 a 9   | 16    |
| 24    | 0 a 4   | 4     |

## Economia
El 2007 la població en edat de treballar era de 759 persones, 560 eren actives i 199 eren inactives. De les 560 persones actives 528 estaven ocupades (280 homes i 248 dones) i 32 estaven aturades (17 homes i 15 dones). De les 199 persones inactives 113 estaven jubilades, 38 estaven estudiant i 48 estaven classificades com a «altres inactius».

### Ingressos
El 2009 a Quinssaines hi havia 545 unitats fiscals que integraven 1.363,5 persones, la mediana anual d'ingressos fiscals per persona era de 19.207 €.

### Activitats econòmiques
Dels 43 establiments que hi havia el 2007, 1 era d'una empresa alimentària, 1 d'una empresa de fabricació de material elèctric, 4 d'empreses de fabricació d'altres productes industrials, 15 d'empreses de construcció, 9 d'empreses de comerç i reparació d'automòbils, 1 d'una empresa de transport, 1 d'una empresa d'hostatgeria i restauració, 1 d'una empresa financera, 2 d'empreses immobiliàries, 3 d'empreses de serveis, 3 d'entitats de l'administració pública i 2 d'empreses classificades com a «altres activitats de serveis».
Dels 13 establiments de servei als particulars que hi havia el 2009, 1 era un taller de reparació d'automòbils i de material agrícola, 3 paletes, 1 guixaire pintor, 4 fusteries, 1 lampisteria i 3 electricistes.
L'únic establiment comercial que hi havia el 2009 era una fleca.
L'any 2000 a Quinssaines hi havia 28 explotacions agrícoles que ocupaven un total de 1.746 hectàrees.

## Equipaments sanitaris i escolars
El 2009 hi havia una escola elemental integrada dins d'un grup escolar amb les comunes properes formant una escola dispersa.

## Poblacions més properes
El següent diagrama mostra les poblacions més properes.